# محمد العزيز بوعتور
محمد العزيز بوعتور هو محمد العزيز بن محمد بوعتور، ولد سنة 1825 وتوفي في 4 فيفري/شباط 1907.  أول وزير أكبر لتونس  في عهد الحماية.

## علاقات المصاهرة
ينحدر من عائلة شريفة هو محمد العزيز بن محمد الحبيب بن محمد الطيب بن محمد بن محمد بوعتور العثماني - نسبة إلى عثمان 
ارتبط بعلاقات مصاهرة مع عدد من أصحاب النفوذ السياسي والديني بتونس العاصمة إذ تزوج ابنة أخت المؤرخ أحمد بن أبي الضياف. وزوج ابنته في عائلة ابن عاشور، حيث أن الشيخ محمد الطاهر بن عاشور حفيد له.

## في الخدمة
- تقلد محمد العزيز بوعتور عدة مناصب هامة في الإيالة التونسية سواء قبل أنتصاب الحماية أو بعدها. وقد بدأ مشواره سنة 1860 إذ عين مديرا للمالية، ثم ارتقى سنة 1866 إلى منصب وزير للمالية في فترة متأزمة ماليا، وبقي بهذا المنصب رغم توالي مسؤولين ذوي نزعات متضاربة من الوزير مصطفى خزندار إلى الوزير المصلح خير الدين التونسي ثم مصطفى بن إسماعيل، فقد عمل معهم جميعا، بما يدل على أنه ديدنه كان تحقيق مصالحه، واستمر على هذا النهج بعد ذلك، إذ عين سنة 1878 وزيرا للقلم واستمر في هذا المنصب حتى وفاة محمد الصادق باي في أكتوبر 1882.
- وإثر التوقيع على معاهدة الحماية الفرنسية على تونس لم يبد الرجل أية معارضة للنظام الجديد، وبرهن على استعداده على التعاون مع المحتلين. ولذلك جلب إليه تقديرهم، وفي هذا المعنى يقول عنه الوزير المقيم الفرنسي بتونس بول كانبون إنه «رجل محترم عديم الإرادة والنشاط يخضع بسهولة إلى المقيم الفرنسي وهو لذلك مؤهل ليكون أفضل وزير أكبر» (من رسالة له بتاريخ 1 نوفمبر 1882). وبالفعل أسندت إليه الوزارة الكبرى، وبقي بهذا المنصب إلى وفاته أي لمدة خمس وعشرين سنة، ليخلفه مَحمد الجلولي.
- وخلال تلك المدة المديدة حظي الرجل بالرضى التام من قبل كل المقيمين العامين الفرنسيين الذين عمل معهم. وقد قال المؤرخ الجامعي علي المحجوبي «بأنه كان أكثر التونسيين مساهمة في تركيز وتوطيد نظام الحماية».

## مرجع
- علي المحجوبي، انتصاب الحماية الفرنسية بتونس، سراس للنشر، تونس 1986.

| سبقه محمد خزندار | وزير أكبر أكتوبر 1882- 7 فيفري 1907 | تبعه مَحمد الجلولي |

1. ↑   https://www.leaders.com.tn/article/33392-mohamed-el-aziz-ben-achour-tourbet-el-bey. {{استشهاد ويب}}: |url= بحاجة لعنوان (مساعدة) والوسيط |title= غير موجود أو فارغ (من ويكي بيانات) (مساعدة)
2. ↑  Adel Latrech, « Promenade dans les tourbas de Tunis », La Presse de Tunisie, 28 août 2010.
3. ↑  Bibliothèques de Tunis (Municipalité de Tunis).
4. ↑  Adel Latrech, « Promenade dans les tourbas de Tunis », La Presse de Tunisie, 28 août 2010.